# Analophus
Analophus is een geslacht van kevers uit de familie van de boktorren (Cerambycidae). De wetenschappelijke naam van het geslacht werd in 1877 gepubliceerd door Charles Owen Waterhouse.

## Soorten
Analophus omvat de volgende soorten:
- Analophus niger Gahan, 1894
- Analophus parallelus Waterhouse, 1877
- Analophus vicksoni Nylander & Komiya, 2005